# John Hart (signataire)
Pour les articles homonymes, voir Hart et John Hart.
John Hart, né à une date incertaine, entre 1707 et 1713, mort le 11 mai 1779, est délégué du New Jersey au Congrès Continental et un signataire de la Déclaration d'indépendance des États-Unis.

## Biographie

### Ascendance
Les sources ne sont pas d'accord quant à l'année et le lieu de naissance de John Hart. Le livre Biographical Directory of the American Congress 1774-1971, publié en 1971, indique qu'il est né à Stonington (Connecticut) vers 1707 alors que le site Internet du même ouvrage affirme qu'il est né vers 1713, après que ses parents sont partis à Hopewell (New Jersey) ; d'autres sources indiquent une naissance vers 1711. Il est le fils d'Edouard Hart, un fermier, assesseur public, juge de paix et leader d'une unité de milice locale pendant la Guerre de Sept Ans ; et le petit-fils de John Hart, un charpentier qui a quitté New York pour Hopewell. Un de ses ancêtres est Edouard Hart, commis dans le quartier de Flushing à New York, qui a écrit la Flushing Remonstrance le 27 décembre 1657, considérée comme la première expression de liberté religieuse en Amérique.

### Vie personnelle
Avant 1739, John Hart avait acquis sa propre ferme près de Hopewell et en 1741 il épouse Deborah Scudder. Le couple aurait eu treize enfants : Sarah, Jesse, Martha, Nathaniel, John, Susannah, Marie, Abagail, Edouard, Scudder, Daniel et Deborah, certains d'entre eux étant toujours mineurs à la mort de leur père en 1780. Deborah Hart, elle, est morte avant son mari, le 8 octobre 1776.
Hart était un membre de l'Église presbytérienne  de Pennington. En 1747 il fait cependant don d'une partie de son pré aux Baptistes locaux qui cherchaient un endroit pour construire leur église.

### Carrière politique
Hart est élu au Board of Chosen Freeholders du Comté de Hunterdon en 1750. Il est d'abord élu à l'Assemblée coloniale du New Jersey en 1761 et exerce sa fonction jusqu'à son renvoi en 1771. Il est nommé au Comité de sécurité local et au Committee of correspondence avant de devenir juge à la Cour de Réclamations Communes. Il était souvent appelé John l'Honnête (Honnest John).
Quand le New Jersey forme une assemblée révolutionnaire (ou congrès provincial) en 1776, il y est élu en tant que Vice-président. Avant juin 1776, la délégation du New Jersey du Second Congrès continental était opposée à l'indépendance. En conséquence de cela, la délégation entière dut entièrement remplacée et Hart choisi pour participer au Second Congrès continental. Il se joint à temps pour voter pour et signer la Déclaration d'indépendance des États-Unis la même année.
Il siège au Congrès seulement jusqu'en août 1776, avant de devenir représentant de l'Assemblée Générale du New Jersey. Il occupera plus tard d'autres emplois tels que Trésorier du Conseil de Sécurité (à qui on a donné "des pouvoirs extraordinaires et sommaires" pour effectuer les affaires de l'État pendant des cas d'urgence), Président des Joint Meetings du Congrès du New Jersey et Commissaire du State Loan Office.

### Actions durant la guerre
En décembre 1776, l'avancée britannique dans le New Jersey atteint le Comté d'Hunterdon. Homme d'État (il est alors représentant à l'assemblée), Hart est obligé de s'échapper et se cacher un certain temps dans les Sourland Mountain voisines. Sa ferme est pillée par les britanniques, qui endommagent mais ne détruisent pas la propriété. La Bataille de Trenton le 26 décembre permet à John Hart de rentrer chez lui.
Avant la Bataille de Monmouth, Hart propose au général George Washington et à son Armée Continentale d'établir leur camp dans sa propriété. Du 22 au 24 juin 1778, 12 000 hommes occupent ses domaines.

### Fin de vie
Le 7 novembre 1778, John Hart retourne à Hopewell. Deux jours plus tard, il indique qu'il souffre de calculs rénaux et qu'il ne peut retourner à l'Assemblée. Il souffre alors pendant plus de six mois d'une douleur intense avant de mourir le 11 mai 1779.
Le Hart Boulevard à Flemington (New Jersey) est nommé en son honneur.